# Kadamba Simmons
Kadamba Simmons (mayo de 1974 – junio de 1998) fue una actriz y modelo británica.

## Biografía
Nació en Londres en 1974, Kadamba (palabra que significa "flor de luz" en Hindi) Angel Simmons fue conocida por su salvaje y alocado estilo de vida más que por su carrera como modelo y actriz. Dejó el hogar a los 16 años y rentó un cuarto en la zona de Notting Hill. Regularmente frecuentaba los clubes nocturnos de la escena londinense, y fue novia por un tiempo del cantante Liam Gallagher. Cuando tenía 21 años, empezó a salir con el boxeador Naseem Hamed y eventualmente se convirtió al islam hasta el final de su relación, de seis meses de duración aproximadamente, ruptura que se dio por el abuso a las drogas y al alcohol en que estaba inmersa Simmons.

### Carrera
Simmons apareció en campañas publicitarias de productos como Martini y Pantene. Actuó en papeles menores en algunas películas. 

### Filmografía
- 1994 The Good Sex Guide
- 1995 Grim — Katie
- 1996 Mary Reilly — Farraday Girl
- 1997 Breeders — Space Girl
- 1998 Cash in Hand — Shirley
- 1998 It's Different for Girls
- 2000 Merlin: The Return
- 2002 The Wonderland Experience — Jodie

## Asesinato
En 1997, Simmons decidió abandonar la vida de clubes nocturnos que llevaba, y viajó a la India. Allí conoció a un exsoldado israelí llamado Yaniv Malka. Kadamba regresó a Londres y Malka la siguió. El 13 de junio de 1998, el cuerpo desnudo sin vida de Simmons fue encontrado en un cuarto de habitación. Malka fue arrestado por el crimen, luego de que confesara que había estrangulado a Kadamba.